# US-amerikanische Badmintonmeisterschaft 2017
Die US-amerikanische Badmintonmeisterschaft 2017 fand vom 20. bis zum 22. Oktober 2017 im Smash! Badminton in San Diego, Kalifornien, statt.

## Medaillengewinner
| Disziplin    | Gold                                      | Silber                           | Bronze                                 |
| ------------ | ----------------------------------------- | -------------------------------- | -------------------------------------- |
| Herreneinzel | Mark Alcala                               | Sheng Lyu                        | Jordy Supandi                          |
| Dameneinzel  | Jamie Subandhi                            | Jia Lin                          | Mónika Szőke                           |
| Herrendoppel | Leonard Holvy de Pauw Sittichai Viboonsin | Tony Gunawan Anh Vo              | Mu He Sheng Lyu                        |
| Damendoppel  | Mónika Szőke Tantaree Treeratanakuljarut  | Chinue De La Merced Angela Zhang | Mirabelle Huang Yukari Naono           |
| Mixed        | Mark Shelley Alcala Jamie Subandhi        | Mu He Jia Lin                    | Calvin Lin Tantaree Treeratanakuljarut |